# Apteropeoedes
Genre
Synonymes
Chloromastax Descamps, 1964
Apteropeoedes est un genre d'insectes orthoptères de la famille des Euschmidtiidae, de la sous-famille des Pseudoschmidtiinae et de la tribu des Apteropeoedini.
Les espèces de ce genre se rencontrent à Madagascar.

## Liste des espèces
- Apteropeoedes ankarafantsika Descamps, 1971
- Apteropeoedes betrokae Descamps, 1971
- Apteropeoedes centralis Descamps, 1971
- Apteropeoedes dentifer Descamps, 1971
- Apteropeoedes elegans (Descamps, 1964)
- Apteropeoedes himana Descamps, 1973
- Apteropeoedes indigoferae (Descamps, 1964)
- Apteropeoedes inermis Descamps, 1964
- Apteropeoedes marmoratus (Descamps & Wintrebert, 1965)
- Apteropeoedes monsarrati Descamps, 1971
- Apteropeoedes nigroplagiatus I. Bolívar, 1903 (type)
- Apteropeoedes pygmaeus Descamps, 1964
- Apteropeoedes rostratus Descamps, 1971
- Apteropeoedes tridens Descamps, 1973
- Apteropeoedes variabilis Descamps, 1971
- Apteropeoedes wintreberti (Descamps, 1964)